# رابرت ارل جونز

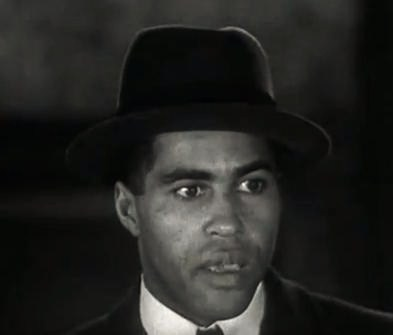

رابرت ارل جونز (انگلیسی: Robert Earl Jones؛ ۳ فوریهٔ ۱۹۱۰ – ۷ سپتامبر ۲۰۰۶) یک هنرپیشه اهل ایالات متحده آمریکا بود. وی بین سال‌های ۱۹۳۹ تا ۱۹۹۳ میلادی فعالیت می‌کرد.

## گزیده فیلمشناسی
از فیلم‌ها یا برنامه‌های تلویزیونی که وی در آن نقش داشته‌است می‌توان به آثار زیر اشاره کرد.
- به فردا امیدی نیست (۱۹۵۹)
- رود وحشی (فیلم ۱۹۶۰) (۱۹۶۰)
- یک سیب‌زمینی، دو سیب‌زمینی (۱۹۶۴)
- محکم دارشان بزن (۱۹۶۸)
- نیش (فیلم ۱۹۷۳) (۱۹۷۳)
- کلاه حصیری (فیلم) (۱۹۷۷)
- اماکن تجاری (فیلم) (۱۹۸۳)
- انجمن پنبه (۱۹۸۴)
- شاهد (فیلم ۱۹۸۵) (۱۹۸۵)
- کوجک (مجموعه تلویزیونی) (۱۹۷۶)
- لو گرانت (مجموعه تلویزیونی) (۱۹۷۸)